# 2022 YO1
2022 YO1 är ett litet och ofarligt jordnära objekt som skulle passera jorden inom 0,014 AU (2,1 miljoner km) den 17 december 2024. Klockan 06:14 UT samma dag skulle objektet ha en 0,23 % (1/430) risk att kollidera med jorden.[Uppdatering behövs] En kollision skulle vara jämförbar med 2008 TC 3. Den har en väldigt kort observationsbåge på 0,4 dagar.
Objektet upptäcktes den 17 december 2022 07:07, när den var 0,004 AU (600 000 km) från jorden, och gjorde då sin närmaste passage av jorden på avstånd av 0,00018 AU (27 000 km).
| Datum            | Kollisionssannolikhet | JPL Horizons Nominellt geocentriskt avstånd (AU) | NEODYS Nominellt geocentriskt avstånd (AU) | MPC Nominellt geocentriskt avstånd (AU) | Osäkerhetsområde (3-sigma) |
| ---------------- | --------------------- | ------------------------------------------------ | ------------------------------------------ | --------------------------------------- | -------------------------- |
| 2024-12-17 06:14 | 0,23 %                | 0,0055 AU (820 000 km)                           | 0,0051 AU (760 000 km)                     | 0,0056 AU (850 000 km)                  | ± 1,5 miljoner km          |

| Datum och tid          | Nominellt närmaste passage | Hänvisning |
| ---------------------- | -------------------------- | ---------- |
| 17 december 2024 06:14 | Kollisionsenario           | Sentry     |
| 17 december 2024 14:15 | 0,0043 AU (640 tusen km)   | ESA        |
| 17 december 2024 15:41 | 0,0051 AU (760 tusen km)   | JPL SBDB   |

Den nådde perihelium (närmast passage av solen) den 30 januari 2023.